# Caroline (krater)
För andra betydelser, se Caroline (olika betydelser).
Caroline är en nedslagskrater med en diameter på 18 kilometer, på planeten Venus. Caroline har fått sitt namn efter det franska förnamnet Caroline.